# Вологодский театр юного зрителя
Театр юного зрителя (ТЮЗ) создан в Вологде в 1976 году. Первым директором ТЮЗа стал Я. Ф. Нусс, режиссёром — В. П. Баронов. Официальное название — Бюджетное учреждение культуры Вологодской области «Вологодский областной театр юного зрителя». Коммерческим названием является «Театр для детей и молодёжи».
ТЮЗ расположен в здании бывшего Пушкинского народного дома, в котором в 1932—1974 годах располагался Вологодский драматический театр.

## История
Театр был основан в 1976 году. Костяк труппы составили выпускники Новосибирского и Ярославского театральных училищ. В 1979 году театр получил собственное здание, вновь построенное конкретно для ТЮЗа по проекту Ленинградского филиала института ГИПРОТЕАТР архитекторами Д. Бутыриным, В. Соколовым, А. Мировым и А. Чувашевым. Событием в театральной жизни города стал спектакль «Прости меня» В. Астафьева (постановка В. Баронова), отмеченный в 1981 году Государственной премией РСФСР им. К. С. Станиславского. Но главные режиссёры надолго не задерживались (за девять лет сменилось четверо), и театр никак не мог обрести своего творческого лица, направления и стиля.
В 1985 году главным режиссёром ТЮЗа стал Борис Александрович Гранатов, и начался новый этап в жизни театра. Первый же спектакль, поставленный им, — «Ящерица» А. Володина, взволновал зрителей и театральную критику. С тех пор спектакли режиссёра Гранатова имеют широкий резонанс везде, где театр успешно гастролировал или принимал участие в фестивалях.
С 1990 года Б. Гранатов, в содружестве с художниками-сценографами С. Зограбяном, В. Пушкиным и художником по костюму О. Резниченко, успешно развивает в своем театре принципы авторской режиссуры, находя новые ритмы и акценты в сочинениях Островского, Чехова, Андерсена, Шекспира, Гольдони, Гоголя, Пушкина, Вампилова, Горького.
На Международном театральном фестивале «Царь-Сказка» в Новгороде в 1992 году спектакль «Дюймовочка» по сказке Х. К. Андерсена получил главный приз, и в 1994 году спектакль «Емелино счастье» по мотивам русской народной сказки получил диплом участника.
Спектакль «Капитанская дочка» по роману А. С. Пушкина — в 1995 году призёр IV-го Российского фестиваля «Голоса истории» года в Вологде и V-го Всероссийского Пушкинского театрального фестиваля во Пскове в 1998 году.
В 1996 году спектакль «Чайка» открывал Международный театральный фестиваль «Полет Чайки» в Санкт-Петербурге.
В 1996 году спектакль «Король Лир» — дипломант IV-го Всероссийского фестиваля «Реальный театр» в Екатеринбурге.
В 1999 году спектакль «Кармен» — номинант театрального Фестиваля и Национальной Премии «Золотая маска-99»; «Золотую маску» в номинации «Лучшая работа художников» получили С. Зограбян и О. Резниченко. В том же году спектакль «Поминальная молитва» Григория Горина на V-м Российском фестивале «Голоса истории» в Вологде получил главные призы за лучшую режиссуру и лучшую мужскую роль.
В 2001 году спектакль «Опасные игры» («Анджело») по произведениям А. С. Пушкина получил диплом участника VIII-го Всероссийского Пушкинского фестиваля во Пскове; мюзикл «Человек из Ла-Манчи» получил главный приз VI-го Российского фестиваля «Голоса истории» и премию губернатора Вологодской области. Спектакль был также номинирован на Государственную премию РФ.
В 2002 году спектакль «Девушка, которая вышла замуж за индюка» Гуниллы Боэтиус получил диплом участника III Международного театрального фестиваля «Радуга» в Санкт-Петербурге и диплом за лучшую женскую роль.
Спектакль «Три сестры» в 2003 году был отмечен почетным дипломом участника V Всероссийского театрального фестиваля «На родине А. П. Чехова» в Таганроге. В том же году спектакль «В списках не значился» по роману Б. Васильева был отмечен почетным призом VII Международного театрального фестиваля «Голоса истории», а в 2006 году спектаклю была присуждена Государственная премия Вологодской области.
Спектакль «Маленький принц» Антуана де Сент-Экзюпери в 2004 году получил диплом I-го Всероссийского фестиваля театрального искусства для детей «Арлекин» в Санкт-Петербурге; на III Всероссийском фестивале для подростков «На пороге юности» в Рязани диплом «За воплощение идеи гуманизма»; на VI-м Всероссийском фестивале искусств для детей и молодежи «Золотая репка» в Самаре в 2005 году — приз зрительских симпатий; на IV-м Международном театральном форуме «Золотой витязь» в Москве в 2006 году диплом за лучшую женскую роль.
Спектакль «Любовь к одному апельсину» В. Синакевича в 2005 году на II-м Всероссийском фестивале театрального искусства для детей «Арлекин» в Санкт-Петербурге был награждён памятными медалями Национальной премии и дипломами в пяти номинациях.
В 2006 году спектакль «День победы среди войны» И. Гаручавы, П. Хотяновского удостоен главного приза «За яркое сценическое воплощение исторических событий» VIII-го Международного театрального фестиваля «Голоса истории» в Вологде.
В 2007 году спектакль «Отцы и дети» по роману И. С. Тургенева — участник IX-го Всероссийского фестиваля «Реальный театр» в Нижнем Новгороде.
В том же году спектакль «Бег Булгакова» — участник IX-го Международного театрального фестиваля «Голоса истории».
В 2008 году спектакль «Сказка о белокурой фее и китайском императоре» И. Чернышева победил в номинации «Хрустальный башмачок», как «Самый пластический спектакль» V-го Сказочного фестиваля «Я — мал, привет!» в Новом Уренгое.
В 2009 году Театр для детей и молодежи принял у себя I-й Всероссийский фестиваль театров для детей и молодежи «Колесо».
В 2010 году спектакль «…Забыть Герострата!» Григория Горина участник X-го Международного театрального фестиваля «Голоса истории» в Вологде; моноспектакль «Наташина мечта» Я. Пулинович участник IV-го Международного театрального фестиваля современной драматургии «Коляда-Plays» в Екатеринбурге. Исполнительница главных ролей спектакля получила приз «Лучшая женская роль»; в 2012 году диплом за «Лучшую женскую роль» на Всероссийском театральном фестивале малых форм современной драматургии «Тверское Золотое Кольцо» в Твери; в 2014 году диплом за «Лучшую женскую роль» на Международном театральном фестивале «MonoAKT» в Приштине (Косово).
В 2012 году спектакль «Старший сын» А. Вампилова участник VIII-го Всероссийского театрального фестиваля «Пять вечеров» им. Александра Володина в Санкт-Петербурге, и VII-го Всероссийского фестиваля спектаклей для подростков «На пороге юности» в Рязани получил диплом «За добрый юмор и свежесть эмоций»; в 2013 году спектакль получил диплом лауреата «За новые вдохновляющие идеи и их воплощение на „кафедре добра“ — сцене театра!» IX-го Международного театрального фестиваля современной драматургии им. А. Вампилова в Иркутске.
На IX-м Всероссийском фестивале театрального искусства для детей «Арлекин» в 2012 году спектакль «Кораблекрушение» К. Драгунской получил специальную премию СТД РФ за исполнение женской роли; диплом участника II-го Межрегионального фестиваля литературного театра «Кот-Баюн» в Череповце и награждён призом журналистов «Лучший информационный повод».
В 2012 году спектакль «Дорога» (по мотивам поэмы Н. В. Гоголя «Мёртвые души») — участник Международного фестиваля театрального искусства им. Ф. Абрамова «Родниковое слово» в Архангельске и XI-го Международного театрального фестиваля «Голоса истории» в Вологде.
Спектакль «Алые паруса» М. Бартенева, А. Усачева на музыку М. Дунаевского по мотивам произведений А. Грина — участник XI-го Международного театрального фестиваля «Голоса истории» в Вологде в 2012 году. Исполнительница роли Ассоль награждена специальным призом главы города Вологды «Молодые и классика».
В 2013 году спектакль «Я не вернусь!..» Я. Пулинович лауреатом VII-го Международного театрального фестиваля современной драматургии «Коляда-Plays» в Екатеринбурге.
В 2013 г. театру присуждён «Золотой знак» — специальная СТД РФ Премия «Арлекин» «За весомый вклад в развитие детского театра России».
В 2014 году спектакль «Марьино поле» О. Богаева участник VIII-го Межрегионального театрального фестиваля им. Н. Х. Рыбакова (г. Тамбов).
В 2014 году моноспектакль «Вперёд и с песней!»" А. Найдёнова участник VIII-го Международного театрального фестиваля современной драматургии «Коляда-Plays», диплом лауреата в номинации «Лучшая женская роль»; участник Международного театрального фестиваля «Молодой театр» (г. Петрозаводск).
В 2014 году спектакль «Ромул Великий» награждён дипломом "Почётная Премия им. Александра Свободина « За раскрытие средствами театра исторического события» на XII-ом Международном театральном фестивале «Голоса истории» (г. Вологда).
В 2014 году спектакль «Алые паруса» участник в IV-го Международного фестиваля театрального искусства им. Ф. Абрамова (г. Архангельск).
В 2014 году спектакль «Я не вернусь!..» Я. Пулинович участник фестиваля «АртКаникулы» (г. Пермь).
В 2015 году спектакль «Вперёд и с песней!» А. Найдёнова участник II-го фестиваля-конкурса моноспектаклей «MOНОfest» (г. Пермь).
В 2015 году спектакль"Марьино поле" О. Богаева получил специальный приз «За яркость и талантливость сценического прочтения» на II-ом Международном театральном фестивале «У Троицы» (г. Сергиев Посад).

## Спектакли
Вечерние спектакли:
М. Бартенев, А. Усачёв, музыка М. Дунаевского
АЛЫЕ ПАРУСА
по мотивам произведений Александра Грина
музыкальная феерия в 2-х частях
Славомир Мрожек
В ОТКРЫТОМ МОРЕ
Человеческая комедия без антракта
(малая сцена)
А. Чехов
ВИШНЁВЫЙ САД
комедия
Александр Найдёнов
ВПЕРЁД И С ПЕСНЕЙ!
история неисправимой оптимистки
Вениамин Балясный
ДОРОГА
по мотивам повести Н. В. Гоголя «Мертвые души»
комедия в 2-х действиях
Уильям Шекспир
КОМЕДИЯ ОШИБОК
карнавальные страсти в 2-х действиях
Ксения Драгунская
КОРАБЛЕКРУШЕНИЕ
Трепетная история для чтения
Олег Богаев
МАРЬИНО ПОЛЕ
невероятная история в 2-х километрах
Я.Пулинович
НАТАШИНА МЕЧТА
исповедь двух девчонок
(малая сцена)
Ю. Ким, Л. Эйдлин
НЕДОРОСЛЬ
комическая опера в 2-х частях
по пьесе Д. ФОНВИЗИНА
М. Ладо
ОЧЕНЬ ПРОСТАЯ ИСТОРИЯ ЛЮБВИ
в 2-х частях
Нина Садур (по мотивам повести Н. В. Гоголя «Вий»)
ПАННОЧКА
страшилка в 2-х действиях
(малая сцена)
Фридрих Дюрренматт
РОМУЛ ВЕЛИКИЙ
Исторически недостоверная комедия в двух актах
«СОРОКОВЫЕ, РОКОВЫЕ…»
Музыкально-поэтическое представление
Уильям Гибсон
СОТВОРИВШАЯ ЧУДО
мелодрама в 2-х частях
Александр Вампилов
СТАРШИЙ СЫН
комедия в 2-х действиях
Григорий Горин
СТРАСТИ ПО ТИЛЮ
Шутовская комедия в двух частях
А. Червинский
«СЧАСТЬЕ МОЁ…»
молодрамма в 2-х частях
«ШАМПАНСКОГО!..»
эксцентрическая комедия в 2-х действиях
по мотивам произведений АНТОНА ЧЕХОВА
Я.Пулинович
«Я НЕ ВЕРНУСЬ!..»
Воспоминания о светлом будущем в 2-х частях
(малая сцена)
Дневные спектакли:
Адольф Шапиро
По мотивам сказки Х. К. Андерсена «Гадкий утёнок»
ДАТСКАЯ ИСТОРИЯ
необыкновенный балет со словами
в 2-х частях
Р.Сеф, Т.Карелина
ДВЕ БАБЫ — ЯГИ
сказка — балаган в 2-х действиях
А. Хайт
ДЕНЬ РОЖДЕНИЯ КОТА ЛЕОПОЛЬДА
музыкальный спектакль в 2-х действиях
Е. Шварц
ЗОЛУШКА
сказка в 2-х действиях
Эдуард Успенский
КАНИКУЛЫ В ПРОСТОКВАШИНО
музыкальная сказка в 2-ч действиях
П. Ершов
КОНЁК — ГОРБУНОК
сказка в 2-х частях
Л. Титова, А. Староторжский
КОРОЛЕВСКАЯ КОРОВА
Современная музыкальная сказка для современных детей и их родителей
С.Прокофьева, Г.Сапгир
КОТ В САПОГАХ
Старинная французская сказка в 2-х действиях
Н. Слепакова
По мотивам произведений Р.Киплинга
КОШКА, КОТОРАЯ ГУЛЯЛА САМА ПО СЕБЕ
музыкальная сказка
А. Линдгрен
МАЛЫШ И КАРЛСОН
ИЛИ КАЖДЫЙ ИМЕЕТ ПРАВО БЫТЬ КАРЛСОНОМ
современная сказка для детей и взрослых
Р. Мовсесян
По мотивам сказки Х. К. Андерсена
ОГНИВО
захватывающая история в 2-х частях
Р. Стивенсон (пьеса Б. Гранатова)
ОСТРОВ СОКРОВИЩ
музыкальный боевик в 2-х действиях
Борис Заходер
По мотивам произведений А. Милна
«ПИРГОРОЙ ВИННИ-ПУХА»
игрушечная история с кричалками, вопилками,
сопелками, пыхтелками
В. Ладов
По мотивам повести А. С. Некрасова
ПРИКЛЮЧЕНИЯ КАПИТАНА ВРУНГЕЛЯ
эксцентрическая комедия в 2-х действиях
В.Тимошин, А.Савчук
СТОЙКИЙ ОЛОВЯННЫЙ СОЛДАТИК
Удивительная история по сказкам Ханса Кристиана Андерсена

## Технические характеристики

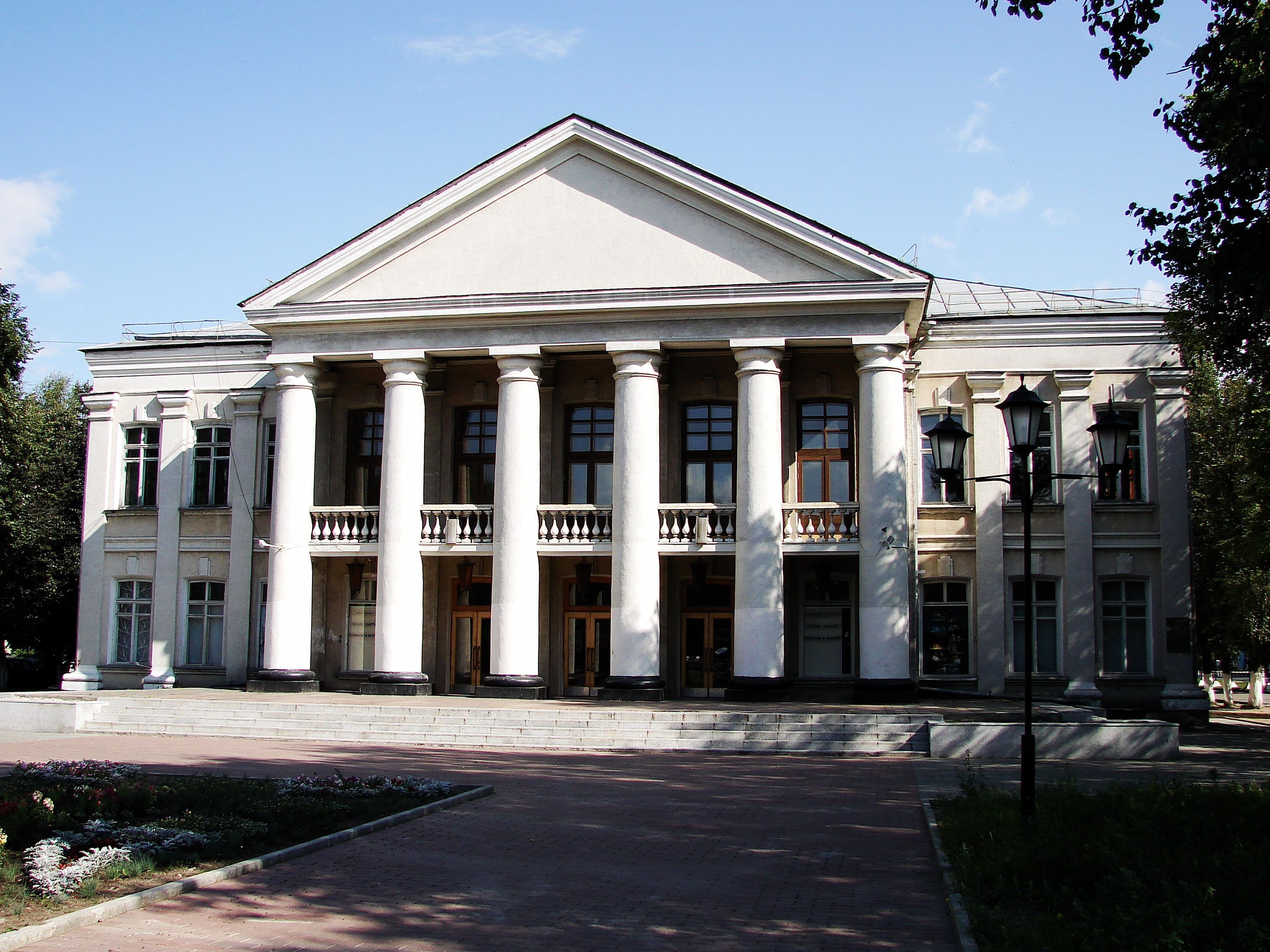
Здание ТЮЗа в 2009 году

- В театре два зала: большой на 425 мест и малый на 89 мест[4]
- Размеры сцены большого зала: 10×7×14 метров
- Высота до верхней отметки колосников — 15 м
- Высота до портального мостика — 12,5 м
- Сцена оснащена трёхскоростным вращающимся кругом диаметром 10 метров с электрическим приводом, съёмными люками и трюмом глубиной 2,3 метра
- Оркестровой ямы нет.

## Труппа
В сезоне 2015—2016 г.г. в театре работало 29 актёров.

### Заслуженные артисты России и РСФСР
- Бурбо, Валентина Эдуардовна
- Кленчина, Августа Савельевна[6]
- Рудинский, Игорь Владимирович
- Чаплыгина (Авдеенко) Елена Васильевна

### Артисты
1. Аблавацкий Эдуард Анатольевич
2. Андрюшин Александр Александрович
3. Бобров Владимир Леонидович
4. Греднев Илья Игоревич
5. Данченко Алёна Андреевна
6. Долбышев Денис Евсеевич
7. Ефремов Александр Евгеньевич
8. Исаева Наталья Валентиновна
9. Камендов Андрей Александрович
10. Дойникова (Кочнева) Лариса Николаевна
11. Латкина Анастасия Олеговна
12. Лимонов Василий Александрович
13. Лихотина Яна Викторовна
14. Лобанцев Александр Леонидович
15. Миргалимов Тимур Тагирович
16. Парфеньева Виктория Александровна
17. Петрик Алла Николаевна
18. Старикова Надежда Анатольевна
19. Лимонова (Сахновская) Дарья Сергеевна
20. Теплова Виктория Владимировна
21. Терентьева Анна Николаевна
22. Харжавин Виктор Иванович
23. Чаукина Екатерина Алексеевна
24. Максимовская (Юганова) Ольга Геннадьевна